# 님조비치 디펜스
님초비치 디펜스는 다음과 같은 수순으로 특징지어지는 다소 흔치 않은 체스 오프닝이다.
1. e4 Nc6
이 오프닝은 아론 님초비치의 이름을 따서 명명되었다. 플레이는 주로 2.d4 d5 (스칸디나비아 바리에이션) 또는 2.d4 e5 (케네디 바리에이션)으로 이어진다. 백은 또한 2.Nf3를 플레이하여 흑이 2...e5를 두면 더 흔한 오프닝으로 트랜스포지션을 제공할 수 있다. 흑은 보통 2...d5 또는 2...d6 (윌리엄스 바리에이션)를 두어 이를 거부할 수 있다.
이 오프닝은 흑이 백에게 일찍부터 폰으로 보드의 중앙을 차지하도록 유도하는 초근대주의 오프닝의 한 예이다. 흑의 의도는 백의 중앙 폰들을 봉쇄하거나 억제하고, 백의 부정확한 플레이로 인해 허용된다면, 적시에 자신의 폰 전진이나 중앙을 방어하는 백 기물들을 공격하여 백 폰 중앙을 결국 약화시키는 것이다. 세계 챔피언 가리 카스파로프와 그랜드마스터 레이몬드 킨은 이 오프닝이 "결코 신뢰할 수 있는 오프닝으로 완전히 받아들여지지 않았다. 그럼에도 불구하고 이것은 견고하며 독자적인 정신을 가진 자에게 탐험할 수 있는 많은 미지의 영역을 제공한다"고 썼다.
님초비치 디펜스는 체스 오프닝 백과사전에서 B00 코드로 분류된다.

## 주요 라인: 2.d4
백이 중앙에서 주도권을 잡는다. 흑의 주요 계속은 2...d5 또는 2...e5이다.

### 2...d5
오프닝의 창시자인 아론 님초비치가 보통 선호했던 라인이다. 이제 백은 다음 중에서 선택할 수 있다:
- 3.e5, 흑은 보통 3...Bf5로 응수하며 (3...f6도 괜찮지만 더 복잡한 변형이다), 이어서 ...e6 (더 이상 밝은 칸 비숍을 가두지 않는다)을 플레이하고 나중에 ...f6 및 ...c5와 같은 수로 백의 중앙 폰 체인을 공격한다.
- 3.exd5 Qxd5, 이어서 4.Nf3, Nc3로 퀸을 공격하여 시간을 벌려 하지만, 흑은 4...Bg4 또는 4...e5로 백의 중앙에 압력을 가할 수 있다.
- 3.Nc3 dxe4 (3...e6는 일종의 프렌치 디펜스로 이어진다) 4.d5 Ne5, 이때 백은 보통 5.Qd4 또는 5.Bf4 Ng6 6.Bg3로 계속한다.

### 2...e5
고(故) 영국 그랜드마스터 토니 마일스가 선호했던 견고한 라인이다. 백은 3.Nf3로 트랜스포지션하여 스코치 게임으로 갈 수 있거나, 3.d5 Nce7 (4. -- Ng6 - 블랙 나이트 탱고의 의도를 가짐) (3...Nb8은 보이는 것만큼 나쁘지는 않지만 열등한 것으로 간주된다)을 플레이할 수 있으며, 이는 실제 경기에서 백에게 약간의 유리함만을 준다. 다른 접근 방식은 3.dxe5 Nxe5이며, 이때 백은 4.Nf3로 조용한 포지셔널 이점을 추구하거나 더 공격적인 (그러나 잠재적으로 약화될 수 있는) 4.f4를 플레이할 수 있다.

## 2.Nf3
일부 데이터베이스에 따르면 [가장 흔한 수]인 2.Nf3는 상대방의 영역에서 이론적인 전투를 꺼리는 백 플레이어들이 종종 둔다.
- 2...e5는 더블 킹 폰 오프닝으로 트랜스포지션되어 최선의 수가 될 수 있지만, 열렬한 님초비치 플레이어에게는 매력적이지 않을 가능성이 높다.
- 날카로운 2...f5, 콜로라도 갬빗은 다소 불확실하지만, 미국 국제 마스터 더그 루트가 어느 정도 성공적으로 플레이했으며, 최근에는 핀란드 국제 마스터 올리 살멘수 등이 플레이했다. 이것은 격렬한 복잡성을 초래할 수 있다. 예를 들어, 3.exf5 d5 4.Nh4!? e5!? 5. Qh5+ g6 6.fxg6 Nf6! 7.g7+ Nxh5 8.gxh8=Q Qxh4 9.Qxh7 Nd4, 이때 백은 교환 이득을 보지만, 흑은 발전에서 엄청난 우위를 가지며 백 킹은 위험에 처해 있다. 나이디치–되틀링, 도르트문트 2000년 경기는 추가 복잡성 후 무승부로 끝났다: 10.Qg6+ Kd8 11.d3 Nf4! 12.Qf7 Bb4+ 13.c3 Bg4! 14.Qg8+ Kd7 15.Qg7+ Kc6 16.g3 Nf3+ 17.Kd1 Nd4+ 18.Kd2 Nf3+ 19.Kd1 Nd4+ ½–½. 영국 국제 마스터 개리 레인은 더 견고한 4.d4 Bxf5 5.Bb5 (약화된 e5 칸을 제어하려고 시도) Qd6 6.Ne5 Nf6 7.0-0 Nd7 8.Bxc6 bxc6 9.Qf3! Nxe5 (또는 9...e6 10.g4 Bg6 11.Nxg6 hxg6 12.Bf4 Qb4 13.Qd3) 10.Qxf5 Nf7 11.Bf4 Qd7 12.Qxd7+ Kxd7 13.Nd2를 옹호했는데, 이때 흑의 열등한 폰 구조는 쇼–살멘수, 유럽 팀 챔피언십, 레온 2001년 경기에서 백에게 작은 이점을 주었다 (1–0, 63).[4]
- 2...d6, 윌리엄스 바리에이션은 흑에게 견고한 선택으로 알려져 있지만, 이전 옵션들보다 덜 역동적이며 피르츠 디펜스의 열등한 버전으로 이어질 수 있다. 주요 라인은 3.d4 Bg4로 계속되지만, 3...Nf6도 완전히 플레이 가능하다. 이 라인은 보통 4.Bb5 a6 5.Bxc6+로 이어져 거의 동등한 포지션을 만들지만, 백의 더 날카로운 시도는 4.d5 Ne5 5.Nxe5!?로, 1964년 E. 필더와의 경기에서 레이몬드 킨이 플레이했던 것에 이름을 따서 킨 어택이라고 불린다. 이 공격은 퀸을 희생하지만, 백은 5...Bxd1 6.Bb5+ c6 7.dxc6 Qa5+ 8.Nc3 0-0-0 9.Nc4 Qc7 10.Nd5 후에 퀸을 되찾을 수 있다.
- 2...e6, 2...Nf6, 2...d5, 2...g6를 포함한 다른 수들도 플레이 가능하지만, 각각 프렌치 디펜스, 알레킨 디펜스, 스칸디나비아 디펜스, 또는 로바치 디펜스의 열등한 변형으로 이어지는 경향이 있다.
  - 2...Nf6 3.e5 Ng4?!는 스페인 GM 마르크 나르시소 두블란이 고안했으며, 그는 이를 "엘 콜룸피오"("그네")라고 불렀다. 4.d4 d6 5.h3 Nh6 후에 교환 바리에이션 (6.exd6)과 핀 바리에이션 (6.Bb5) 모두 백에게 우위를 준다. 탐험할 가치가 있는 것은 엘 콜룸피오 갬빗 (그네 갬빗)이다: 6.e6?![5]

## 같이 보기
- 체스 오프닝 목록
- 인명을 딴 체스 오프닝 목록